# Cubaans-Surinaamse betrekkingen

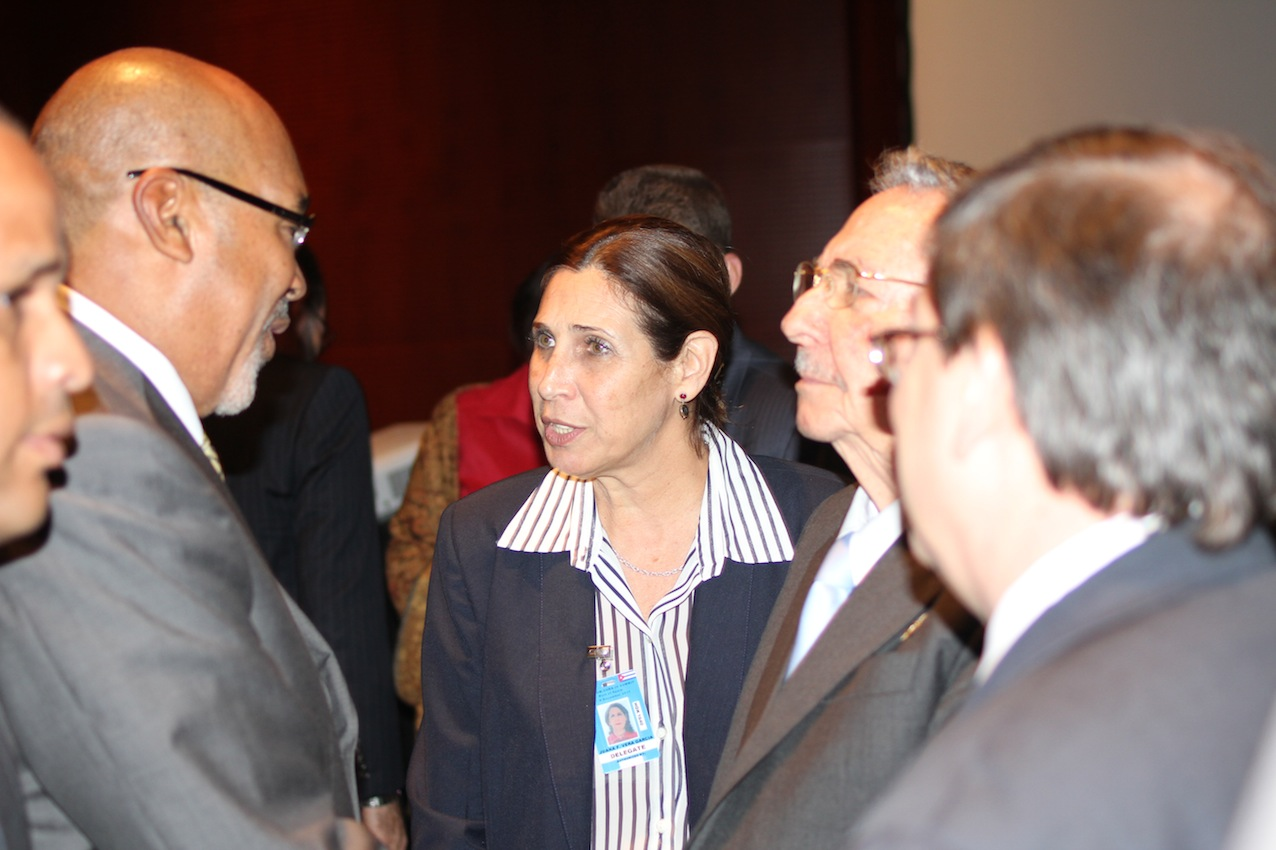
Presidenten Desi Bouterse en Raúl Castro

Cubaans-Surinaamse betrekkingen verwijzen naar de huidige en historische betrekkingen tussen Cuba en Suriname.

## Geschiedenis
Eind mei 1981 kende Cuba zijn eerste, in zijn geval nog niet-residerende ambassadeur in Paramaribo, Iván César Martínez Montalvo.
De warme betrekkingen met van Suriname met Cuba en Grenada waren de Amerikaanse president Reagan een doorn in het oog. Na afloop van de Vietnamoorlog en de revolutie in Iran was het ontzag voor de VS in de wereld danig gedaald en Reagan vreesde dat er meer landen in het Westelijk Halfrond een anti-Amerikaanse houding zouden aannemen, al of niet met steun van de Sovjet-Unie.
In maart 1983 schreef Reagan aan de Braziliaanse president João Figueiredo dat naar mening van de VS Bouterse een koers uitgezet had die hem duidelijk en o.i. onomkeerbaar in de sfeer van Cuba / de Sovjet-Unie brengt. Amerika overwoog interventie, maar Brazilië was daar huiverig voor. Een maand later stuurde Washington William P. Clark naar Venezuela en Brazilië om de beide regeringen te bewegen op een of andere manier een mogelijke Amerikaanse interventie te steunen. Venezuela zei nee, maar Danilo Venturini, de secretaris van de Braziliaanse Veiligheidsraad, vloog op 15 tot 17 april naar Paramaribo om daar Bouterse tot inkeer te brengen. In ruil voor een Braziliaans hulppakket zette Bouterse zijn betrekkingen met Havanna op een laag pitje.
Reagan stuurde zijn militairen in oktober 1983 naar Grenada voor een openlijke interventie om een eind te maken aan het regime van Bishop die al te vriendelijk met de Sovjets geweest was. Het was Bouterse daarna duidelijk dat hem dat ook kon overkomen en beëindigde zo goed als alle de betrekkingen tussen Havanna en Paramaribo. Hij bracht de titel van de ambassade per direct terug tot een beperkte diplomatieke missie en wees de meeste Cubanen het land uit. Cuba had in die tijd de grootste buitenlandse missie in Suriname.
23 jaar later werden de banden genormaliseerd en stuurde Cuba Andres Gonzalez Carrido als zijn nieuwe ambassadeur.
In 2010 opende Suriname een ambassade in Havana. Ike Antonius trad als eerste ambassadeur van Suriname aan in Cuba.

## Medische zorg
Cuba heeft een naam opgebouwd van de zending van medici naar andere landen. Cuba zond aan het begin van de 21e eeuw bijvoorbeeld oogartsen naar Suriname in het kader van het Milagro-project. In 2010 hadden zij 24.000 mensen onderzocht en 6000 met oogproblemen geopereerd.
In 2019 waren er 50 artsen actief in Suriname. Begin 2020 tekende minister Antoine Elias van Volksgezondheid voor de komst van nog eens 50 artsen. Tijdens de coronacrisis in Suriname werden nog eens 50 gezondheidswerkers uit Cuba gehaald. De overeenkomst met de artsen werd in 2021 door gezondheidsminister Amar Ramadhin geëvalueerd en beëindigd.
Daarnaast volgen Surinaamse studenten medische opleidingen in Cuba.

## Diplomatieke missies

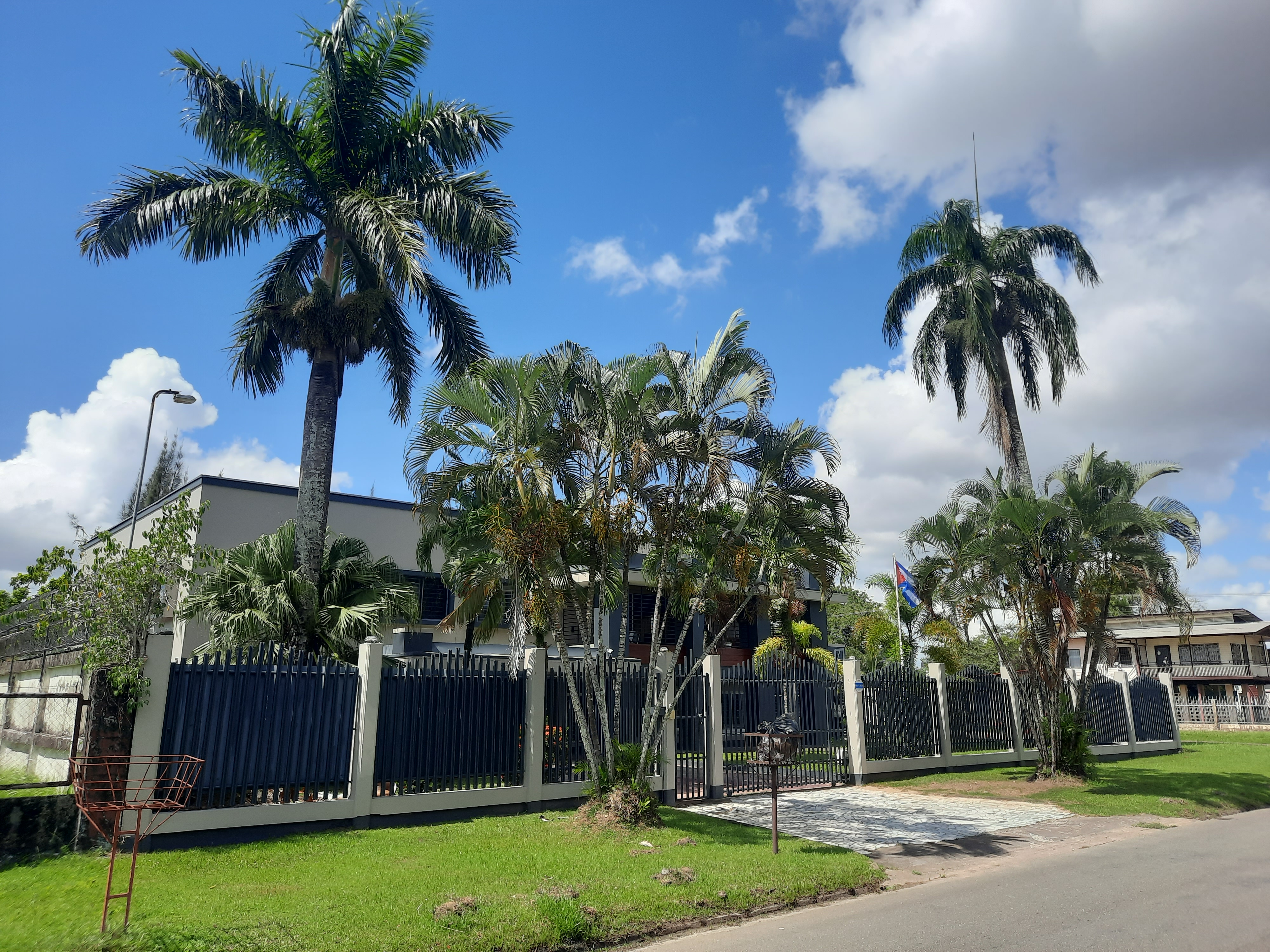
Cubaanse ambassade in Paramaribo

- Ambassade van Cuba in Suriname
- Ambassade van Suriname in Cuba